# 만리포해수욕장
만리포 해수욕장(萬里浦 海水浴場)은 서해안 지역에서 손꼽히는 해수욕장 중 하나인 만리포는 아름답고 질이 좋은 모래사장과 얕은 수심이 특징적인 곳이다. 원래 만리포는 조선 초기에 중국 사신을 전송하며 '수중만리 무사항해'를 기원하던 것이 유래가 되어 만리장벌로 불리던 데서 지명이 유래했다.
대천, 변산해수욕장과 함께 서해안 3대 해수욕장으로 꼽히는 만리포해수욕장은 백사장의 길이가 약 3km, 폭 약 250m이상, 면적 20만m2이다.

고운 모래로 백사장이 좋고, 경사가 완만하고 수심이 얕아 가족 단위의 해수욕장으로 사랑받고 있다.   조석간만의 차와 조류 변화가 심한 편이어서 썰물 때의 수영은 삼가는 것이 좋다.